# Рубан (телесеріал)
«Рубан» (робоча назва "Кронін") — український детективний серіал. 
В Україні прем'єра серіалу відбулася 16 квітня 2024 року на телеканалі ICTV2. Остання серія вийшла на телеканалі ICTV2 23 квітня 2024 року.

## Сюжет
Гліб Рубан — успішний бізнес-тренер, психотерапевт і власник центру практичної психології "Ейдос". Він бачить людей наскрізь, помічає найдрібніші деталі, його майже неможливо обдурити, і вся ця висока майстерність складається в елегантний "метод Рубана", про який ходять легенди. Гліб Рубан і його експерти допомагають київській поліції - в особі підполковника Марти Титаренко -  в розслідуванні найскладніших і найбільш резонансних справ.

Сучасний український письменник-белетрист Андрій Кокотюха у своїй рецензії для українського  інтернет-видання Детектор Медіа cюжет серіалу описує так:
Дія відбувається [...] 2023 року у великому місті. Київ не називається, проте зчитується. Так само не виникає питань, чому психолог Гліб Рубан не в ЗСУ. Він потрібен поліції як консультант, утримує штат працівників, яким, цитата: «Держава стільки не платить, скільки я». Отже, Рубан протиставляє себе державі, хоча не має ані впливу державної особи, ані рівноцінних фінансових можливостей. Проте їх вистачає, аби брати на роботу колишніх силовиків. Офіцерів поліції, як ось Береза, й навіть розвідки, як Коля (В’ячеслав Ніконоров).
Андрій Кокотюха наголошує, що сюжет серіалу не відходить від традиційних канонів продукцій цього жанру:
[Це] звичайний і звичний глядачам детектив, за сюжетом якого основну функцію сищика бере на себе не посадовець із поліції чи прокуратури, а приватна особа. Часто це справді психолог, здатний вирахувати та вполювати маніяка — саме так, серійні вбивці й тут домінують у сюжетах.

## У ролях
- В'ячеслав Довженко — Гліб Рубан, психолог, власник центру практичної психології "Ейдос"
- Ольга Голдис — Марта Георгіївна Титаренко, підполковник поліції
- Владислав Никитюк ― Антон Береза, колишній майор поліції, працівник центру практичної психології "Ейдос"
- Тетяна Злова ― Ярослава, майстер перевтілень, працівниця центру практичної психології "Ейдос"
- В’ячеслав Ніконоров― Микола Зуб, айтівець, колишній співробітник української контррозвідки в Німеччині, працівник центру практичної психології "Ейдос"

## Список серій
| № серії | Опис серії | Прем'єра       |
| ------- | --- | -------------- |
| 1 серія | Життя заради помсти Гліб Рубан допомагає правоохоронцям розслідувати вбивство свого колеги Григорія Вольського. Гліб вважає Вольського шарлатаном, і неочікувано це дуже допоможе йому в розкритті справи. | 16 квітня 2024 |
| 2 серія | Моторошна посилка Гліб Рубан допомагає правоохоронцям розслідувати справу вбивства Ростислава Бугримова - власника охоронної компанії Марс. Голову керівника охоронного агентства Марс відправили посилкою в його ж офіс. Підозрюваними в справі стали всі працівники компанії, які тепер можуть претендувати на крісло керівника. У детективі Рубан Антон з’ясовує, що агентство займалося не тільки охороною, а й допомагало різним бандитам уникнути відповідальності за власні злочини. Крім Бугримова про це знала його коханка й підлегла Мирослава Войтенко. | 16 квітня 2024 |
| 3 серія | Смертний гріх 21-річну Дарину Філіпенко знаходять з двома ножовими пораненнями. Знаряддя вбивства, яким позбавили життя дівчину, раніше вже було зафіксоване правоохоронцями. Два місяці тому ним вбили Валентину Карпу. А пів року тому саме цим ножем вкоротили життя Павлу Величку. | 17 квітня 2024 |
| 4 серія | Генеральська родина Дружину генерала Романа Вернигори Надю знаходять вбитою у власній квартирі. Перед смертю жінку жорстоко катували. Злочин стався під час повітряної тривоги, тож всі сусіди перебували в укритті. Лише одна жінка помітила чоловіка в камуфляжній формі, що заходив до під’їзду. | 17 квітня 2024 |
| 5 серія | Вистава з трагічним фіналом Правоохоронці розслідують вбивство колишнього кримінального авторитета, а нині бізнесмена Ігоря Коломійця. Однак уже після розтину стає зрозуміло, що справа буде набагато заплутанішою, ніж здавалося. Адже вбитий виявися лише загримованим під образ Коломійця. | 18 квітня 2024 |
| 6 серія | Миколу звинувачують в убивстві Микола Зуб відгукнувся на прохання дівчини, в яку був закоханий ще в школі. Валерія попросила хлопця допомогти їй розібратися із проблемами на роботі. Вона запідозрила когось із членів своєї компанії в незаконних махінаціях. Однак це рішення стало фатальним для неї. | 18 квітня 2024 |
| 7 серія | Екстремальний тімбілдінг Керівник одного з телевізійних каналів попросив Гліба допомогти визначити, хто з його підлеглих може замінити його. Для цього Рубан разом з працівниками відправляється на екстремальний тімбілдінг під керівництвом інструктора Максима Кушніра. | 23 квітня 2024 |
| 8 серія | Підступне викрадення Артем опинився в полоні викрадача. Щоб повернути хлопця, батьки мають зібрати мільйон доларів протягом двох днів. Крім того злочинець вимагає зняти всі обвинувачення із судді Усова. | 23 квітня 2024 |

## Виробництво
Серіал знято за підтримки держави, на замовлення державного підприємства "Мультимедійна платформа іномовлення України". У 2023 році він став одним з переможців державного мистецького конкурсу на виробництво серіалів та фільмів сучасної тематики. 

## Мета
Продюсерка серіалу Алла Липовецька наголошує, що: 
"Метою було зробити захопливий народний серіал, головного героя якого глядач полюбить відразу". 

Головна продюсерка серіального напрямку телеканалів ICTV та ICTV2 Ірина Храновська підкреслює важливість нових українських, україномовних серіалів в процесі українізації:
"Кожна серіальна прем’єра на українському телебаченні, кожен новий герой, нова тема — це надзвичайно важлива нині місія створення власне українського контенту і пропозиція нашому глядачу власне українських героїв. Наш детектив "Рубан" пропонує глядачу героя-психолога, який, користуючись своїми методами, знаходить злочинців. Це амбітне завдання, адже досі такі історії були представлені тільки на платформах, а не телебаченні".

## Цікаві факти про серіал

### Остання роль "сталінки"
Однією з локацій серіалу був відомий Будинок № 8/32 на вулиці Нагірній в київському районі Татарка. В кадрі однієї з серій можна побачити головного героя Гліба Рубана, що сидить на зупинці, а потім йде цією вулицею. Це були останні кадри, коли можна було побачити цей будинок ще цілим, бо в березні 2024 року внаслідок ракетної атаки він зазнав значних пошкоджень.

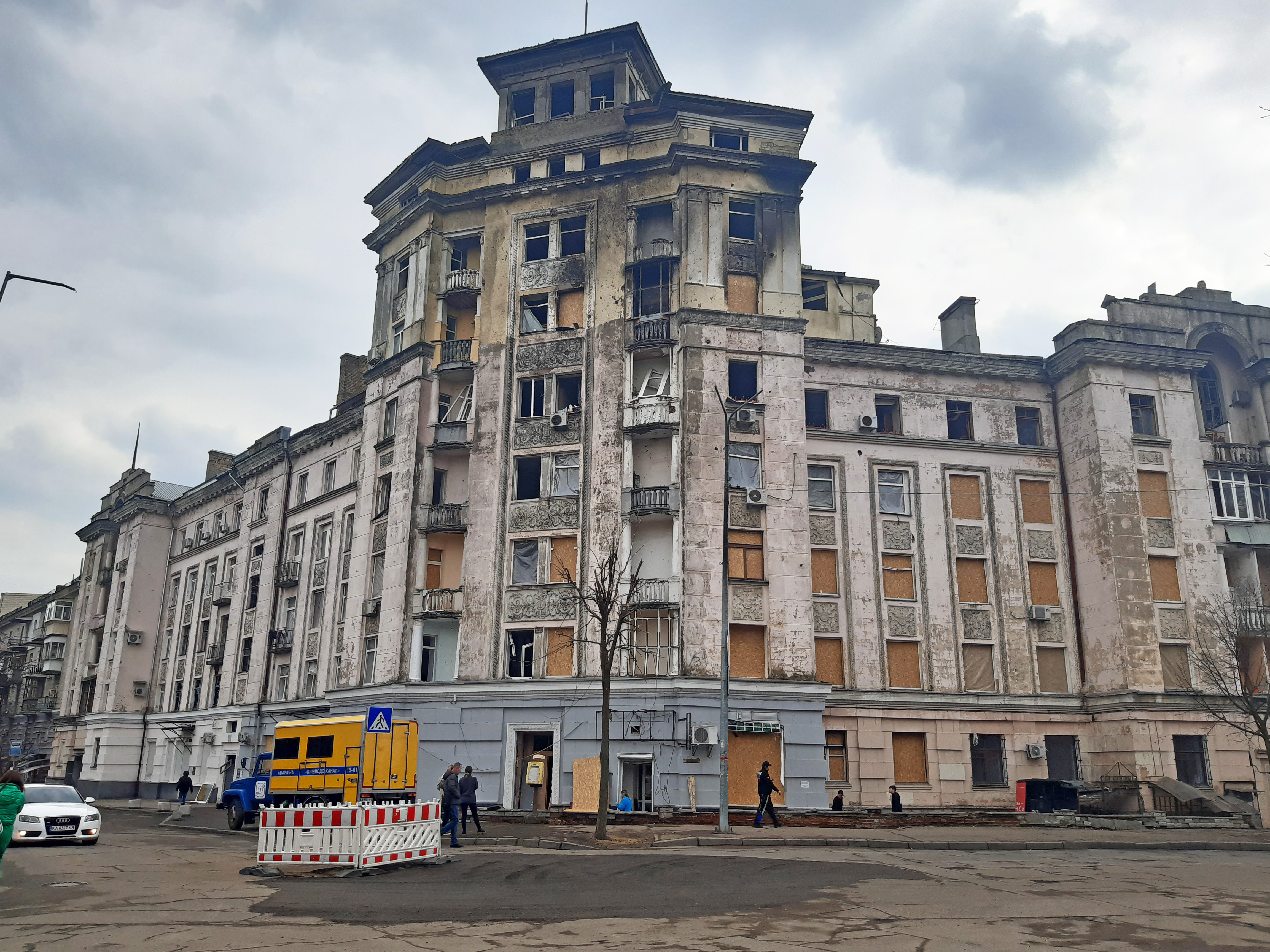
Будинок № 8/32 після російського обстрілу Києва 21 березня 2024 року

### Родзинка образу В'ячеслава Довженка
У серіалі справжньою родзинкою образу В'ячеслава Довженка стали дивакуваті прямокутні окуляри.

Культурний відділ часопису NV стверджує, що:
Цей аксесуар одразу передбачався для головного героя. Актор переміряв десяток пар до зйомок, але потрібних окулярів не знайшлося. Вона знайшлася саме в перший знімальний день — В‘ячеславу принесли саме ті окуляри, які підійшли ідеально, ставши головною фішкою образу.
Крім того автори проєкту розповіли, що окуляри у виконавця головної ролі постійно ламалися, тому на зйомках серіалу було використано велику кількість пар цього аксесуара.

Сам актор про свій образ висловлюється так: 
«Як Шерлок Холмс курить трубку, так я навчився «курити» окуляри. Коли мій герой їх прикушує і на закінченні розслідування каже фірмову фразу: «Справу закрито».

### Два десятки образів
Впродовж зйомок серіалу акторка Тетяна Злова, котра заграла Ярославу, втілилася в десятки образів - курʼєр, зваблива красуня і інші: 
«З Ясею ні в чому не можна бути впевненим — і саме ця риса героїні приваблює мене найбільше», — розповіла акторка.

## Відгуки
Сучасний український письменник-белетрист Андрій Кокотюха схвально відгукнувся про цей серіал, підкреслюючи, що:
«Рубан», який створювався вже після масштабного вторгнення і явно за менші, ніж зазвичай, гроші, виглядає хай не глибоко народним, то наближеним до народного серіалу — напевне. Гліб Рубан, як решта головних героїв і другопланових та епізодичних персонажів, живе у світі, де є повітряні тривоги та комендантські години. Тут є учасники бойових дій і ті, хто відмазався й ухилився від військової служби. Нічні клуби, котрі працюють із порушеннями чинного законодавства, й шахрайські благодійні фонди поруч із порядними. Тобто, війна відчувається жителями далеко від лінії фронту. І кожен відчуває її по-своєму.
Український письменник наголошує, що головною перевагою цієї продукції є відхід від політики замовчування та свідоме нагадування про стан війни в країні:
[Це] зразок розважального, народного чи якого хочете телекіно, автори якого не відмовляються від нагадувань аудиторії про стан війни в країні. Як на мене, таке рішення важливіше, аніж кастинг, на який завжди робиться ставка. Проте самі герої, а головне — актори, котрі виконують ролі, розуміють: у країні війна, про що слід нагадувати. Ось тут бажання створювати легкий контент не суперечить громадянській позиції.

## Продовження
Сучасний український письменник-белетрист Андрій Кокотюха впевнений в тому, що серіал буде мати продовження:
[...] другий сезон неодмінно буде. Адже історія завершена на драматичному моменті[...].